# Ottone Enrico del Carretto
Pour les autres membres des familles, voir Famille del Carretto.
Ottone Enrico del Carretto, marquis de Grana (Gênes, 1629 - Mariemont, 15 juin 1685), marquis de Savone et de Grana, est une personnalité militaire de la noblesse italienne du XVIIe siècle.
Le 7 janvier 1675, il fut l'artisan de la convention de Bonn qui réglait définitivement l'épineux problème de la succession lorraine entre le duc Charles IV et son neveu, le futur Charles V.
Le 11 août 1675, il est, avec Charles IV, l'artisan de la victoire sur les troupes françaises à la bataille du pont de Konz (Konzer Brücke).
Il devint chevalier de l'Ordre de la Toison d'or en 1678 et fut gouverneur des Pays-Bas espagnols de 1682 à sa mort en 1685.
De sa 1re femme Maria-Teresa Herberstein (Graz, 1641-Bruxelles 1682 ; épousée en 1667), Otton-Henri fut père de : - Maria-Enrichetta del Carretto (Vienne, 1671-Drogenbos, 1744 ; épouse en 1684 Philippe-Charles-François d'Arenberg (1663-1791 ; fils de Charles-Eugène et de Marie-Henriette de Cusance), d'où le maréchal Léopold-Philippe-Charles-Joseph d'Arenberg (1690-1754)) ; et - Maria-Gabriella del Carretto (Vienne 1675-Bruxelles, avant 1700 ; épouse en 1690 à Charles-François de la Barre, comte d'Erquelinnes et d'Olloy, baron de Hierges.
Veuf, Otton-Henri se remaria sans postérité en 1683 avec Marie-Thérèse d'Arenberg (1666-1716), la propre sœur de Philippe-Charles-François.